# Anna Sällström
Anna Götilda Sällström, född 25 december 1944 i Finska församlingen i Stockholm, är en svensk skådespelare. Hon var tidigare gift med Peter Edding.

## Filmografi
- 1972 – De hemligas ö (TV-serie)
- 1972–1973 – Ett resande teatersällskap (TV-serie)
- 1973 – Någonstans i Sverige (TV-serie)
- 1983 – Blödaren
- 1984 – Vargen (TV)
- 1985 – August Palms äventyr (TV-serie)
- 1986 – Skånska mord (Bessingemordet)
- 1991 – Amforans gåta (TV-serie)
- 1999 – Rederiet (TV-serie)

## Teater

### Roller (ej komplett)
| År   | Roll                         | Produktion                             | Regi             | Teater              |
| ---- | ---------------------------- | -------------------------------------- | ---------------- | ------------------- |
| 1969 | Jean McCormack Mimsey Hubley | Plaza Svit (Plaza suite) Neil Simon    | Per Gerhard      | Vasateatern         |
| 1979 |                              | Pottan (On purge bébé) Georges Feydeau | Anders Bäckström | Blekinge länsteater |

### Fotnoter
1. ↑  Leif Zern (3 oktober 1969). ”'Plaza Svit' på Vasan: Gott spel – platt pjäs”. Dagens Nyheter:  s. 20. http://arkivet.dn.se/arkivet/tidning/1969-10-03/268/20. Läst 22 augusti 2015.
2. ↑  ”Nytt om nöjen”. Dagens Nyheter:  s. 10. 11 september 1979. https://arkivet.dn.se/tidning/1979-09-11/246/10. Läst 14 januari 2022.